# 楊大淵
楊 大淵（よう だいえん、? - 1265年）は、モンゴル帝国に仕えた漢人将軍の一人。秦州天水県の出身。

## 略歴
楊大淵は兄の楊大全・弟の楊大楫とともに南宋に仕える武官となり、閬州の守備を任せられた。1258年（戊午）、モンゴル帝国の第4代皇帝モンケ自らが率いる親征軍が閬州に至ると、モンゴル側は南宋から降った王仲を派遣して降伏勧告を行った。楊大淵は王仲を殺して抗戦の道を選んだものの、モンゴル軍の猛攻を受けて弱気になり、結局は投降するに至った。使者の殺害に怒っていたモンケは楊大淵を処刑しようとしたものの、汪徳臣（汪田哥）のとりなしを受けて助命され、以後モンゴル軍に加わることとなった。この時、楊大淵・楊大楫兄弟は蓬州・広安軍を投降させることに功績があったため、楊大楫は管軍総管に任じられて諸王の下で礼義城を攻めることになった。1259年（己未）、楊大淵は更に侍郎・都行省に任命されたが、この頃モンケが包囲中に急死するという事件が起こり、弟のクビライとアリクブケの間で帝位を巡る内戦（帝位継承戦争）が勃発することとなった。
1260年（中統元年）、北方モンゴル高原で激戦が繰り広げられる一方、クビライは引き続き南宋方面に出兵するよう楊大淵に命じ、この時楊大淵は再び礼義城を攻めて南宋軍の糧道を絶ち、総管の黄文才・路鈐・高坦らを捕虜とする功績を挙げている。1261年（中統2年）秋、兵を徴発して通川に出兵し、南宋の将の鮮恭率いる南宋軍を破って統制の白継源を捕虜とする功績を挙げた。秦蜀行省は楊大淵や青居山征南都元帥のキプチャク麾下将校63人の功績を朝廷に報告し、これらに虎符1・金符5・銀符57が下賜された。1262年（中統3年）春、クビライの命を受けて開州・達州の兵を集めて南宋軍と平田・巴渠で戦い、知軍の范燮・統制の魏興・路分の黄迪・節幹の陳子潤らを捕虜とする功績を挙げた。この頃、楊大淵は「呉（＝長江下流域）を取るにはまず蜀（四川）を取る必要があり、蜀を取るには夔州を拠点とする必要があります」と述べており、夔州平定のために甥の楊文安を巴渠に派遣していた。楊大淵は万安寨に至ると、守将の盧埴を降らせ、また夔州・達州の要衝、蟠龍山に楊文安を派遣した。南宋の夔州路提刑の鄭子発は蟠龍をが取られると夔州の守備は難しいと述べて出兵し、これを察知した楊大淵は甥の楊文仲を援軍として派遣し、南宋軍を撤退に追い込んだ。同年秋7月、楊大淵麾下の将士の功績が評価され、金符10・銀符19が下賜された。
同年冬、入覲した楊大淵は東川都元帥の地位を授けられ、同じく征南都元帥の地位を得たキプチャクと同格の将として四川経略に従事することとなった。楊大淵が四川に戻ると、まず渠江の浜に虎嘯城を築いた。1263年（中統4年）、南宋の賈似道が楊琳を派遣し南宋に寝返るよう誘ったが、楊文安がこの使者を捕らえ、詔を受けて処刑した。同年5月、クビライは楊大淵の功をたたえ、蒙古・漢軍鈔100錠を下賜した。
1264年（至元元年）、楊大淵は花羅・紅辺絹を各150段を進上したが、朝廷は楊大淵が配下の王仲を殺害したことを戒めている。冬10月、楊大淵は南宋の都統の祁昌が糧食を得漢城に運びこもうとしていること、また郡守の向良とその周辺の者達を内地に移そうと計画していることを察知した。そこで、楊大淵はこれを襲撃して椒坪で3日に渡る連戦の末、祁昌・向良らを捕虜とし運搬中の輜重数千を接収する功績を挙げた。その翌日、南宋の都統の張思広が援軍としてやってきたが、楊大淵はこれも破り盛総管を捕虜とした。1265年（至元2年）、楊大淵は楊文安を向良の家人のもとに派遣し、向良の身柄を人質に投降を促したが、得漢城は投降を拒み、それから間もなく同年4月に病により亡くなった。